# Oparba
Genre
Synonymes
- Oparbica Roewer, 1934

Oparba est un genre de solifuges de la famille des Solpugidae.

## Distribution
Les espèces de ce genre se rencontrent en Afrique de l'Ouest, au Maroc et en Israël.

## Liste des espèces
Selon Solifuges of the World (version 1.0) :
- Oparba asiatica (Turk, 1948)
- Oparba brunnea (Roewer, 1934)
- Oparba maroccana (Kraepelin, 1899)
- Oparba togona (Roewer, 1934)

## Publication originale
- Roewer, 1934 : Solifuga, Palpigrada. Dr. H.G. Bronn's Klassen und Ordnungen des Thier-Reichs, wissenschaftlich dargestellt in Wort und Bild. Akademische Verlagsgesellschaft M. B. H., Leipzig. Fünfter Band: Arthropoda; IV. Abeitlung: Arachnoidea und kleinere ihnen nahegestellte Arthropodengruppen, vol. 4, p. 481-723 (texte intégral).